# Salix wilhelmsiana
Espèce
Salix wilhelmsiana, le saule de Wilhems, est une espèce de plantes à fleurs de la famille des Salicaceae. C'est un saule originaire d'Eurasie,,.

## Synonymie
- Salix wilhelmsiana f. ciliuensis C.F. Fang & H.L. Yang

## Taxonomie
Deux sous-variétés sont signalées :
- Salix wilhemsiana 'latifolia' ;
- S. w. leiocarpa.

## Description
Salix wilhelmsiana est un petit arbre ou un arbuste à feuilles caduques, atteignant une hauteur de 6 m dans son milieu naturel).
Ses rameaux sont colorés de rouge violacé ou de couleur châtaigne. Ils sont minces, pileux rarement subglabres ou glabres. Les bourgeons sont ovoïdes, tomenteux à l'apex et obtus. Les stipules sont très petites, caduques. Le pétiole est court. Le limbe des feuilles est linéaire ou linéaire-lancéolé. La taille des feuilles est de 2-6 cm × 2-4 (-7) mm. Tomenteuses jeunes, elles deviennent pileuses abaxialement. La marge est dentée, rarement subentière . La floraison est cotonneuse, elle produit des chatons très denses sur les rameaux d'un an. Leurs bractées sont vert jaunâtre ou jaunâtre, ovales ou longs, glabres ou pileux. La fleur mâle porte deux étamines, solidaires tout au long, glabres ; aux anthères d'abord rouges, devenant jaunes, globuleux. le chaton femelle mesure de 2 à 3 cm, il est allongé, peu pédonculé, avec des bractées à la base, vert jaunâtre, ovoïdes, duveteus à la base. La fleur femelle porte une  glande adaxiale ovoïde. Elle est densément tomenteuse, grise ou glabre, sessile; courte de style. La floraison a lieu en mai, la fructification en juin.

## Répartition et habitat
Salix wilhelmsiana pousse dans le Gansu, Nei Mongol, Ningxia, Xinjiang, en Inde, dans le Kazakhstan, le Kirghizistan, le Pakistan, l'Ouzbékistan, en Asie du sud-ouest et en Europe.
Catalogue of Life le donne également en Turquie (E-Anatolia, NE-Anatolia, SE-Anatolia), Iran (EC-Iran, N-Iran: Mts., NW-Iran: Iranian Aserbaijan, S-Iran, W-Iran: Mts.), Oman (Mascat & Oman), Caucase / Transcaucase, et au centre  de l'Asie.
L'espèce se rencontre le long des rivières, dans le désert et les régions semi-désertiques, les plaines, le long des canaux d'irrigation et les fossés.